# Kecamatan Bahau Hulu
Kecamatan Bahau Hulu (indonesiska: Bahau Hulu) är ett distrikt i Indonesien.   Det ligger i provinsen Kalimantan Utara, i den nordvästra delen av landet, 1 400 km nordost om huvudstaden Jakarta.